# Henk Wijngaard

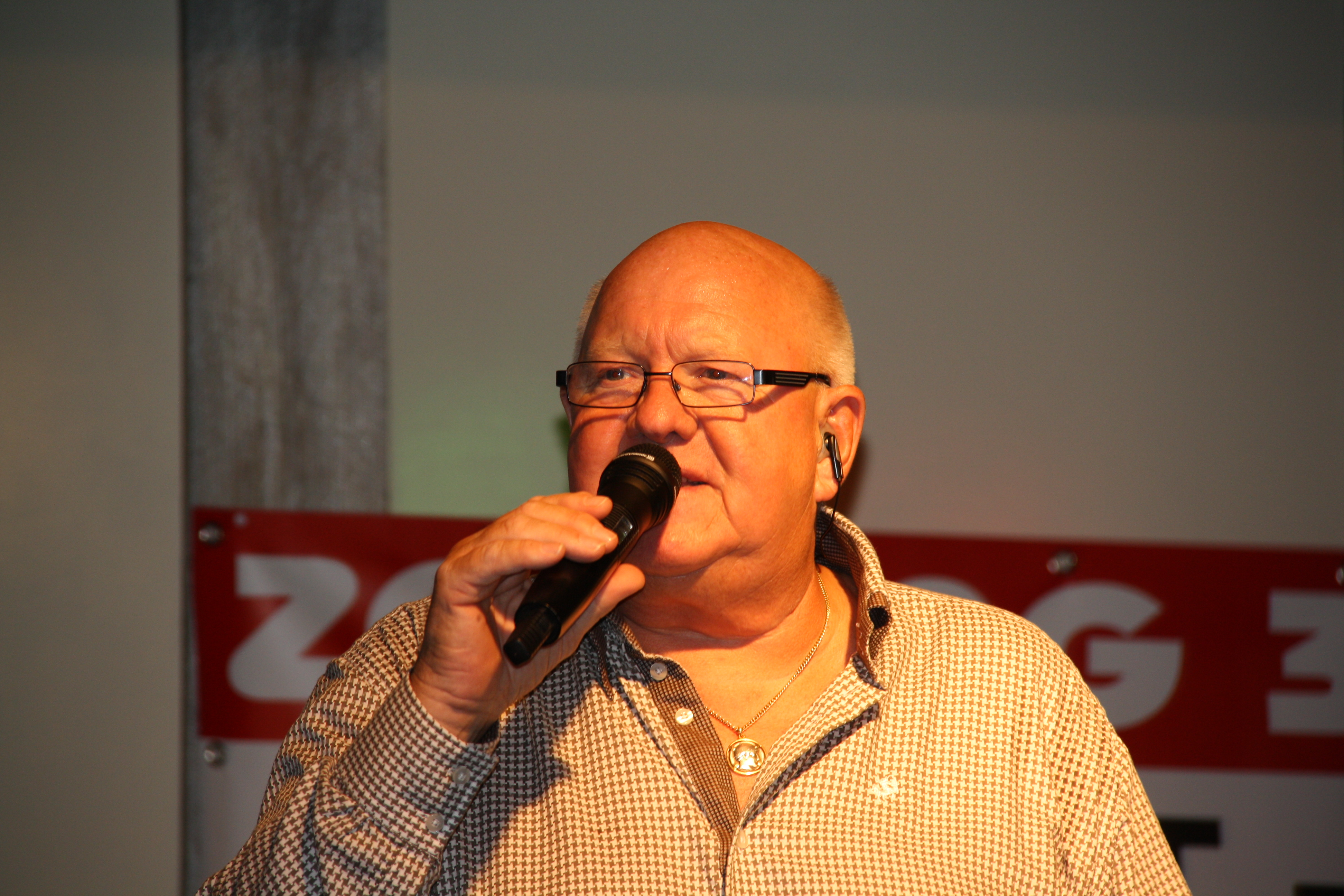
Henk Wijngaard

Henk Wijngaard (* 13. Juni 1946 in Stadskanaal) ist ein niederländischer Sänger, der als Sohn einer aus Frankreich geflohenen Mutter und eines alliierten kanadischen Soldaten geboren wurde. Anfangs verdiente er sein Geld als LKW-Fahrer.
1978 erlebte Wijngaard seinen Durchbruch mit dem Hit „Met de vlam in de pijp“. Danach folgten noch viele weitere Hits, die alle von der Truckerwelt erzählten. „Een sneeuwwitte bruidsjurk“ (1988) war 10 Wochen in den Hitparaden. Wijngaard war in den 1990er Jahren erneut öfter in den Top Ten mit „Hé Suzie“, und weiteren Hits. Er hat auch zwei Alben in Deutsch veröffentlicht.

## Diskografie
Singles
- 1976: b’dai dai die
- 1977: Wagen volgeladen
- 1977: Stoere Jongens uit het Noorden
- 1977: Zomertijd/kunnen wij elkaar niet vergeven
- 1978: Met de vlam in de Pijp
- 1978: Nachtrijders
- 1979: Kilometervreters
- 1979: Asfaltrockers
- 1980: Containersong
- 1981: Truck als Mn woning
- 1981: Oh Suzanne
- 1981: Als chauffeur ben ik geboren
- 1981: Met de vlam in de pijp/Wagen volgeladen
- 1982: Bak roest op 18 wielen
- 1982: Truckcarrace
- 1983: Trucker Olè
- 1983: Blij dat ik rij
- 1983: Wie niet weg is
- 1983: Nachtrijders
- 1984: Samen in een Truck, Duet met Irene Lardy
- 1984: Aan elke vrouw waar ik…
- 1984: Weg van de snelweg
- 1984: Wat een baan
- 1986: Gooi nog eens een blok op het vuur schat
- 1986: Jimmy is Lazarus
- 1987: 120 Varken naar Beiroet
- 1987: Deze jongen gaat naar huis
- 1988: Zo rij ik Europa rond
- 1988: Sneeuwwittebruidsjurk
- 1989: Zo, zoals je bent
- 1989: Rijk als een koning
- 1989: Radio Noord - Er zijn zoveel mooie steden
- 1990: Die kleine deur naar ’t paradijs
- 1990: He Suzie
- 1990: Als ik ga moet je niet om me huilen
- 1991: Ik moet nog wat jaren mee
- 1991: Ik ben veel liever alleen
- 1992: Kijk uit hier ben ik
- 1992: Rosie
- 1993: Teken van leven
- 1993: Beun de Beunhaas
- 1994: De zon schijnt weer in m’n cabine
- 1994: Ik heb jou
- 1994: Heimwee naar jou
- 1995: Ik ben voor de liefde
- 1995: De vlam is gedoofd
- 1996: Ma petite boom boom
- 1996: Doar zakt mie de broek van af
- 1997: Geloof, Hoop en Liefde
- 1997: Mijn Daffy Duck
- 1998: 18 Wielen
- 1998: Kleine waker
- 1999: Ik ben een oorlogskind
- 1999: In mijn cabine
- 2001: Geboren als een trucker
- 2002: Sophie
- 2004: Zolang de motor draait
- 2004: Meisie meisie
- 2005: Het Zwarte Asfalt
- 2006: Was ik maar een Dichter